# びんご福山デニックス
びんご福山デニックス（びんごふくやまデニックス）は、広島県福山市をホームタウンとするバスケットボールチーム。2024年に創設され、現在はSB2リーグに所属している。2028年度のBリーグ参入を目指している。

## 概要
備後初、福山市としては2チーム目となるバスケットボールチームであり、チーム名の「デニックス」はDenimとXを掛け合わせた造語。同市が国内デニムの有数の産地であることにちなみ、地域とのつながりや長く愛着を持てる存在を目指す思いが込められている。
2024年、スポーツの力で備後圏域の未来をつくり次世代をつなぐために創設。日本を代表するバスケチームを誕生させることで、新たな感動・連帯感・ビジネス機会を創出する。
スポーツを通じて、さらなる地域経済の活性化、関係・交流人口の増加、健康増進、シビックプライドの醸成などに貢献し、世代やエリアを柔軟に横断しながら地元を盛り立てている。そして備後のポテンシャルを最大限に活かすため、国内だけにとどまらず、海外（特に東南アジア）への事業展開を視野に入れている。

## 歴史
- 2024年 - 第7回広島県社会人選手権で優勝。
- 2025年 - SB2リーグに参入。前半終了時点で5勝0敗と、首位を独走している。

## 選手とスタッフ

### 選手
| No. | 名前                         | ポジション | 身長  | 出身校                             | 備考                     |
| --- | ---------------------------- | ---------- | ----- | ---------------------------------- | ------------------------ |
| 0   | 岡田旺祐                     | C          | 180cm | 東海学園大学                       |                          |
| 1   | 石橋玲音                     | F          | 190cm | 関東学院大学                       |                          |
| 2   | 谷林春紀                     | PG         | 168cm | 高水高校                           |                          |
| 3   | 長本海斗                     | SG         | 173cm | 大阪学院大学                       | 選手兼アシスタントコーチ |
| 5   | 横手桐哉                     | SG         | 175cm | 海部高校                           |                          |
| 7   | 小松歩夢                     | PG         | 177cm | 高知西高校                         |                          |
| 13  | 杉山寛隼                     | G          | 170cm | 山梨学院大学                       |                          |
| 14  | 小嶋海来                     | SF         | 184cm | 周南公立大学                       |                          |
| 15  | 畑本翔                       | SG         | 179cm | 流通科学大学                       |                          |
| 21  | 久保拓斗                     | SF         | 186cm | 東海大学九州                       |                          |
| 24  | 奥川颯斗                     | SG         | 180cm | 海部高校                           |                          |
| 34  | モハメド ヴィクター ダミロラ | PF         | 200cm | スウィートウォーターアカデミー高校 |                          |
| 40  | 木村遥音                     | PG         | 180cm | 帝京平成大学                       |                          |

### スタッフ
| 役職               | 名前     | ライセンス       |
| ------------------ | -------- | ---------------- |
| ヘッドコーチ       | 米澤信也 | JBA公認C級コーチ |
| アシスタントコーチ | 長本海斗 | JBA公認C級コーチ |
| トレーナー         | 今井康二 |                  |
| スタッフ           | 香月直也 |                  |
| スタッフ           | 森下将之 | JBA公認E級コーチ |